# Numba (Python)
Numba est un compilateur à la volée open-source qui traduit un sous-ensemble de Python et de NumPy en code machine, en utilisant LLVM.
Numba est développé à partir de 2012 par Travis Oliphant (en) (également cofondateur de la distribution Anaconda et cocréateur des bibliothèques NumPy et SciPy).

## Exemple
Numba s'utilise en appliquant le décorateur numba.jit à une fonction Python.
```
import
 
numba

import
 
random

@numba
.
jit

def
 
monte_carlo_pi
(
n_samples
:
 
int
)
 
->
 
float
:

    
"""Monte Carlo"""

    
acc
 
=
 
0

    
for
 
i
 
in
 
range
(
n_samples
):

        
x
 
=
 
random
.
random
()

        
y
 
=
 
random
.
random
()

        
if
 
(
x
**
2
 
+
 
y
**
2
)
 
<
 
1.0
:

            
acc
 
+=
 
1

    
return
 
4.0
 
*
 
acc
 
/
 
n_samples

```